# Metaclisis phragmitis
Metaclisis phragmitis is een vliesvleugelig insect uit de familie van de Platygastridae. De wetenschappelijke naam van de soort is voor het eerst geldig gepubliceerd in 1947 door Debauche.